# Склабински Подзамок
Склабински Подзамок (слч. Sklabinský Podzámok) насељено је мјесто са административним статусом сеоске општине (слч. obec) у округу Мартин, у Жилинском крају, Словачка Република.

## Становништво
| Година:    | 1994. | 2004.    | 2014.   | 2024.   |
| ---------- | ----- | -------- | ------- | ------- |
| Број људи: | 160   | 178      | 190     | 180     |
| Разлика:   |       | +11,25 % | +6,74 % | -5,26 % |

| Година:    | 2023. | 2024.   |
| ---------- | ----- | ------- |
| Број људи: | 184   | 180     |
| Разлика:   |       | -2,17 % |

Према подацима о броју становника из 2011. године насеље је имало 188 становника.